# Pánormos (Tínos)
Pour les articles homonymes, voir Panormos.
Pánormos, en grec moderne : Πάνορμος, est un district municipal et un village de l'île de Tínos, en Égée-Méridionale, Grèce. 
Selon le recensement de 2011, la population du village s'élève à 336 habitants tandis que celle du district municipal compte 489 habitants.
Le village portant officiellement le nom de Pánormos s'appelait Pýrgos avant son renommage en 1915, ce dernier nom étant toujours couramment utilisé.
Le village portant officiellement le nom d'Órmos Pánormou (92 hab.) est quant à lui généralement appelé Panormos. 
Un dème homonyme mais de taille différente, ayant pour siège Pýrgos, a existé de 1835 à 1912.
Le village abrite le musée de l'artisanat du marbre : l’artisanat du marbre de Tinos est inscrit sur la liste du patrimoine culturel immatériel de l'UNESCO,.